# Kaplica Niepokalanego Serca Najświętszej Maryi Panny w Sucuminie
Kaplica Niepokalanego Serca Najświętszej Maryi Panny  – kaplica rzymskokatolicka w Sucuminie, filia parafii św. Jana Chrzciciela w Suminie.
Budynek modernistyczny, okryty białym tynkiem. W większości otworów okiennych znajdują się luksfery. Jego budowę rozpoczęto w 2002.